# 藍煙線
藍煙線は全線が中華人民共和国の山東省を走り、即墨市藍村鎮から煙台市へ向かう中国国鉄の全長183.865キロメートルの鉄道路線で、1956年に開通した。
膠済線とは藍村駅で接続しており、桃威線とも桃村駅で接続している。電化後の駅数は14である。

## 敷設まで
藍煙線は1952年8月、鉄道部設計局第三観測総隊が測量、設計を行い鉄道部第五工程局が工程管理と施工を行うこととなった。
しかし、1954年10月に鉄道部第五工程局は解散、その後は済南鉄路局が引き継ぎを行い、1956年1月1日に全線開通、同年7月1日より運行が開始された。
1997年より複線化工事が開始され、2001年に完了した。

## 電化まで
煙台駅を改造すべしということで煙台駅の旧駅舎は取り壊され、電化対応の駅となった。2008年12月26日には棲霞市桃村鎮の桃村駅で藍煙線の電化起工式が行われ、2009年4月2日に正式に電化が着工された
。2010年8月26日午後に藍煙線の全線電化が完了、翌日午前11時09分、最初の電気機関車が煙台駅に到着した。

## 路線略図
| 駅名   | 里程 (km) | 等級 |
| ------ | --------- | ---- |
| 青島西 | -5        | 1    |
| 藍村   | 0         | 1    |
| 湍湾   | 11        | 4    |
| 姜家坡 | 24        | 4    |
| 上疃   | 38        | 4    |
| 郭家荘 | 47        | 4    |
| 萊西   | 55        | 3    |
| 馬格荘 | 67        | 4    |
| 萊陽   | 78        | 3    |
| 山前店 | 93        | 4    |
| 龍盤山 | 103       | 4    |
| 海陽   | 110       | 4    |
| 長沙堡 | 119       | 4    |
| 桃村   | 129       | 4    |
| 陳家疃 | 139       | 4    |
| 回里   | 152       | 4    |
| 旺遠   | 159       | 5    |
| 福山   | 167       | 4    |
| 珠璣   | 178       | 3    |
| 煙台   | 184       | 1    |
| 煙台北 | 190       | ?    |